# Darko Anić (Fußballspieler)
Darko Anić (serbisch-kyrillisch Дарко Анић; * 5. März 1974 in Aranđelovac) ist ein ehemaliger serbischer Fußballspieler.

## Karriere
Zur Saison 1993/94 wechselte Anić aus der U-19 seines Klubs FK Borac Čačak in die erste Mannschaft. Von dort aus ging es nach der nächsten Saison zum FK Vojvodina. Dort blieb er eine Saison lang, um sich dem FK Roter Stern Belgrad anzuschließen. Einen seiner ersten Einsätze hatte Anić beim Europapokal der Pokalsieger, wo er in der 1. Runde sowohl im Hin- als auch im Rückspiel gegen den 1. FC Kaiserslautern spielte. Im Achtelfinale-Rückspiel gegen den FC Barcelona stand er ein weiteres Mal auf dem Platz.
Nach einer Saison war Anićs Zeit bei Roter Stern schon wieder vorbei, woraufhin er zur Saison 1997/98 nach Belgien zum FC Brügge wechselte. Dort spielte er unter anderem in der Qualifikation zur UEFA Champions League sowohl im Hin- als auch Rückspiel gegen Sileks Kratovo als auch später im UEFA-Cup. In der Liga kam Anić auf 52 Einsätze sowie zehn Tore. Zum Jahr 2000 wechselte er in die Türkei zu Siirtspor. Bereits zur Saison 2001/02 wechselte Anić zurück nach Belgien, diesmal zur KAA Gent. Für diese spielte er im UI-Cup ab der 2. Runde in jedem Spiel und konnte in der Partei bei Werder Bremen sogar ein Tor erzielen. Er schaffte es in dieser Saison mit seiner Mannschaft bis ins Halbfinale, wo man gegen Paris Saint-Germain ausschied. In der Liga kam Anić in dieser Saison in 26 Einsätzen auf zwei erzielte Tore. Die Saison 2002/03 sollte er jedoch nicht in Gent zu Ende spielen, sondern er wechselte nach Deutschland zum LR Ahlen in die 2. Bundesliga. Dort kam Anić bis zum Ende der Saison auf zwölf Einsätze, in denen er drei Tore erzielte.
Mit dem Ende der Saison endete auch seine Zeit in Deutschland und es zog Anić nach China zu Shandong Luneng Taishan. Dort blieb er bis zum Ende der Saison 2004/05, wonach er nach Portugal zu Nacional Funchal wechselte. In der Saison 2005/06 wurde er in sechs Partien der ersten portugiesischen Liga eingesetzt und konnte dabei ein Tor erzielen. In der zweiten Saisonhälfte wurde Anić zum Rio Ave FC verliehen, wo er in vier Spielen eingesetzt wurde. Seine letzte Saison verbrachte Anić in Saudi-Arabien bei al-Ahli, wonach er seine Karriere beendete.